# Addi Hilo
Addi Hilo is een stuwmeer in de Inderta woreda van Tigray in Ethiopië. De aarden dam werd gebouwd in 1998 door SAERT.

## Eigenschappen van de dam
- Hoogte: 11,4 meter
- Lengte: 171 meter
- Breedte van de overloop: 1 meter

## Capaciteit
- Oorspronkelijke capaciteit: 108 806 m³
- Ruimte voor sedimentopslag: 4328 m³
- Oppervlakte: 2,5 ha

In 2002, werd de levensverwachting (de periode tot opvulling met sediment) van het stuwmeer geschat op 9 jaar.

## Irrigatie
- Gepland irrigatiegebied: 9 ha
- Effectief irrigatiegebied in 2002: 9 ha

## Omgeving
Het stroomgebied van het reservoir is 0,72 km² groot, met een omtrek van 3,34 km en een lengte van 1210 meter. Het reservoir ondergaat snelle sedimentafzetting. Een deel van het water gaat verloren door insijpeling; een positief neveneffect hiervan is dat dit bijdraagt tot het grondwaterpeil.